# Lepanthes lehmannii
Lepanthes lehmannii är en orkidéart som beskrevs av Rudolf Schlechter. Lepanthes lehmannii ingår i släktet Lepanthes och familjen orkidéer.
Artens utbredningsområde är Colombia. Inga underarter finns listade i Catalogue of Life.